# (24978) 1998 HJ151
(24978) 1998 HJ151 é um cubewano. Foi descoberto em 28 de abril de 1998 por Jane Luu e Chadwick A. Trujillo, David J. Tholen e David C. Jewitt no Mauna Kea. Possui um diâmetro de 139 quilômetros, e orbita o Sol a uma distância média de 43,201 UA em um período de 283,95 anos.